# Melinaea egina
Melinaea egina är en fjärilsart som beskrevs av Pieter Cramer 1779. Melinaea egina ingår i släktet Melinaea och familjen praktfjärilar. Inga underarter finns listade i Catalogue of Life.